# Granvia L'H
Granvia L'H és el CBD de l'Hospitalet de Llobregat. Té 303 hectàrees de superfície al voltant de la plaça d'Europa i al sud-est de la Granvia. Segons va aprovar el ple municipal el 7 de febrer del 2002, es troba al marge de la divisió administrativa i comprèn part dels districtes III (Santa Eulàlia) i VI (Bellvitge i el Gornal).